# Ding Teah Chean
Ding Teah Chean ou John Ding est un maître de Tai Chi Chuan de la sixième génération du style Yang, premier disciple de maître Ip Tai Tak.

## Biographie
Après avoir pratiqué des styles de kung-fu externe durant son enfance, John Ding s'est consacré à l'apprentissage du Tai Chi Chuan. Il est l'une des rares personnes à avoir suivi l'enseignement de chacun des trois disciples de maître Yang Shou-chung : Chu King Hung, Chu Gin Soon et Ip Tai Tak. En janvier 1998, il est devenu le premier disciple de maître Ip Tai Tak.
John Ding a créé à Londres la Master Ding Academy (anciennement John Ding International Academy of Tai Chi Chuan). Il a publié en 2003 le livre 15-minute Tai Chi: Strong Body, Still Mind et est le rédacteur en chef du magazine Tai Chi and Alternative Health fondé en 1994.